# USS Puget Sound (CVE-113)
USS Puget Sound (CVE-113) – lotniskowiec eskortowy typu Commencement Bay, który służył w United States Navy. 
Stępkę jednostki położono 12 maja 1944 roku w stoczni Todd-Pacific Shipyards w Tacoma. Zwodowano go 20 listopada 1944 roku. Lotniskowiec wszedł do służby 18 czerwca 1945 roku.
Brał udział w operacji Magic Carpet.
Wycofany ze służby 18 października 1946 roku. Umieszczony we flocie rezerwowej. Przeklasyfikowany 12 czerwca 1955 roku na CVHE–113, później na AKV–13. Skreślony z listy jednostek floty 1 czerwca 1960 roku. Sprzedany na złom 10 stycznia 1962 roku.